# Euthalia floresiana
Euthalia floresiana är en fjärilsart som beskrevs av Hans Fruhstorfer 1898. Euthalia floresiana ingår i släktet Euthalia och familjen praktfjärilar. Inga underarter finns listade i Catalogue of Life.